# Relaciones Siria-Ucrania
Las relaciones entre Siria y Ucrania son las relaciones exteriores bilaterales entre la República Árabe Siria y Ucrania. Las relaciones existen formalmente desde 1992, excepto entre 2022 a 2024, cuando se rompieron por el reconocimiento sirio de las regiones separatistas de Donetsk y Lugansk durante la invasión rusa de Ucrania. Las relaciones se restablecieron tras el colapso del régimen de Ásad. La embajada de Ucrania en el Líbano protege actualmente los intereses ucranianos en Siria.

## Historia

### Relaciones durante la Siria baazista (1992-2024)
Siria reconoció la independencia de Ucrania el 28 de diciembre de 1991. Los países establecieron relaciones diplomáticas el 31 de marzo de 1992.
Con el inicio de la guerra civil siria en 2011, el país asiático se acercó políticamente a Rusia. contra civiles sirios. Debido al reconocimiento de la ocupación rusa de Crimea por parte de la Siria baazista en 2014, las relaciones bilaterales se congelaron. Alegando violaciones de derechos humanos por parte del gobierno de Bashar al-Ásad, Ucrania cerró su embajada en Damasco en 2016, y en 2018 ordenó el cierre de la embajada siria en Kiev.
El 29 de junio de 2022, Siria reconoció la independencia de las separatistas repúblicas populares de Donetsk y Lugansk, después de lo cual, el 30 de junio de 2022, Ucrania rompió relaciones con Siria. Siria rompió formalmente sus relaciones diplomáticas con Ucrania el 20 de julio, citando el principio de reciprocidad.

### Relaciones tras el derrocamiento de Al-Ásad
Tras la caída de la dinastía Ásad en diciembre de 2024, Ucrania instó a la comunidad mundial a trabajar unida para apoyar una paz duradera en la Siria post-baazista y ofreció ayuda humanitaria a través del programa Grain From Ukraine.El presidente Volodímir Zelenski declaró que estaba listo para apoyar al gobierno de transición sirio. Más tarde ese mes, Zelenski confirmó que se habían enviado 500 toneladas métricas de harina de trigo a Siria como parte del programa humanitario Grain From Ukraine de su país.

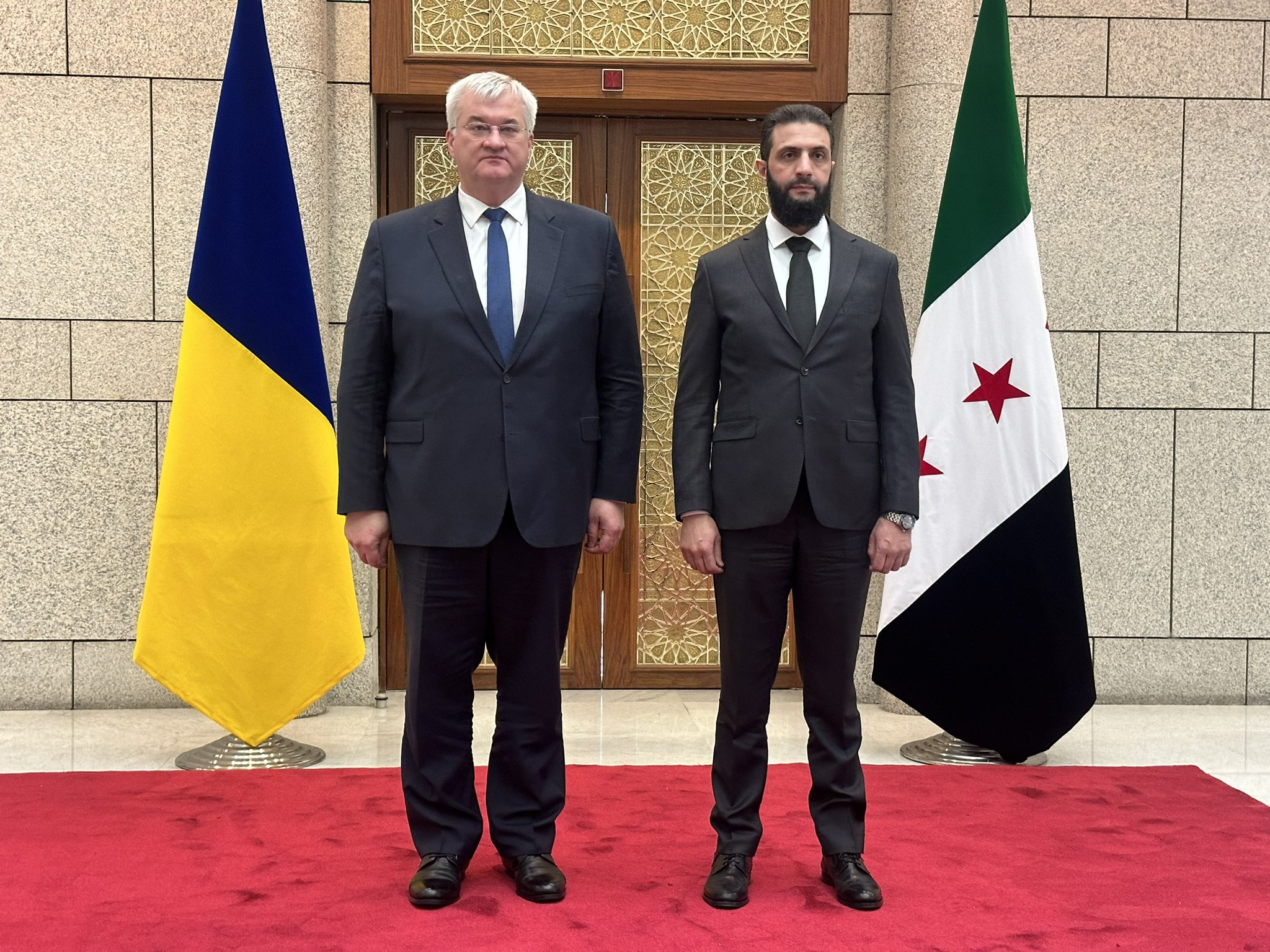
El ministro de relaciones exteriores ucraniano, Andrii Sybiha junto al líder de facto de Siria, Ahmed al-Charaa el 30 de diciembre de 2024.

El 30 de diciembre de 2024, el jefe de la diplomacia ucraniana se reunió con el líder de facto de Siria, Ahmed al-Sharaa, en Damasco. La delegación ucraniana de alto nivel incluía al Ministro de Relaciones Exteriores de Ucrania, Andrii Sybiha, el ministro de Política Agraria y Alimentación, Vitaliy Koval, y el Representante Especial del Presidente de Ucrania. Ese mismo día, Ucrania abrió un consulado honorario en Damasco. Sybiha encabezó la ceremonia de izamiento de la bandera junto con el cónsul general honorario Tamer Al-Tounsi, un empresario ucraniano-sirio, y miembros de la comunidad ucraniana, a quienes agradeció por preservar el idioma y la cultura ucranianos.
Durante la reunión, el recién nombrado ministro de Relaciones Exteriores de Siria, Asaad Hassan al-Shaybani, expresó su interés en construir "asociaciones estratégicas" con Ucrania, enfatizando la soberanía mutua y la representación diplomática. El ministro de Relaciones Exteriores de Ucrania, Sybiha, discutió el potencial para fortalecer las relaciones ucraniano-sirias y el papel de Ucrania en la seguridad alimentaria de Siria a pesar del conflicto en curso con Rusia. Sybiha también criticó al depuesto régimen de al-Ásad y al gobierno de Vladímir Putin, aliado de los baazistas depuestos, afirmando que la retirada de las Fuerzas Armadas rusas de Siria contribuiría a la estabilidad en Oriente Medio y África. En una declaración relacionada, el nuevo líder sirio al-Sharaa reconoció los lazos estratégicos del país con Rusia, citando armas suministradas por Rusia y experiencia en infraestructura, y se opuso a cualquier llamado a una retirada rusa completa.